# Trochalus fuscorufus
Trochalus fuscorufus är en skalbaggsart som beskrevs av Moser 1916. Trochalus fuscorufus ingår i släktet Trochalus och familjen Melolonthidae. Inga underarter finns listade i Catalogue of Life.